# 公海

濃い青で示した部分が国連海洋法条約における公海規定適用部分

公海（こうかい）は、いずれの国の領海または内水にも含まれない海洋のすべての部分（公海に関する条約第一条）である。
国連海洋法条約における公海規定では、さらに排他的経済水域、群島水域を除いた海洋のすべての部分に適用される。

## 沿革
| グロティウスの肖像画 | セルデンの肖像画 |

### 慣習法による公海
1493年、スペインとポルトガルはトルデシリャス条約を締結し、大西洋やインド洋に対する両国の領有権を主張した。イギリスとオランダはこれに反発し、1588年に英蘭連合軍がスペインの無敵艦隊を撃破したことでスペインとポルトガルの領有の主張を空洞化させた。17世紀初めになるとイギリスとオランダは東インド会社を設立し海外交易を広めていった。このような時代においてグロティウスは『自由海論』（1609年）のなかで、母国オランダの立場を擁護する観点から海洋の自由を説き、海は何人も所有の対象とはしえないことを主張した。こうした主張は後の時代の海洋自由の法原則形成に大きな影響を与えたが、この時代には、例えば海の物理的支配が可能であることを主張したセルデンの『閉鎖海論』（1635年）など、グロティウスの主張に対して多くの学者が反論し、後に海洋論争といわれる学術的対立を繰り広げた。18世紀になると国家の中央集権化が明確になり経済的・国防的な理由から近海の支配管理の必要が生じた。18世紀から19世紀初頭には、沿岸国の秩序維持に必要な「狭い領海」と、その外側にある先進国の自由競争が認められる「広い公海」、という二元構造によって海域をとらえる見方が主流となっていった。こうした考え方は当時の国際社会において合理的なものとされ、19世紀には国際慣習法として確立した。現代においては条約によって海洋法秩序の多くの部分が規律されるようになったが、この時代からその後は長期間にわたり慣習法によって規律される時代が続いた。これは、当時の海洋技術が未熟であったこともあり戦争などの手段に訴えるほどの緊迫した状況もなく、基本的に諸国の利害関係が一致しており国際社会全体が条約作成に消極的であったためである。

### 公海制度の条約化

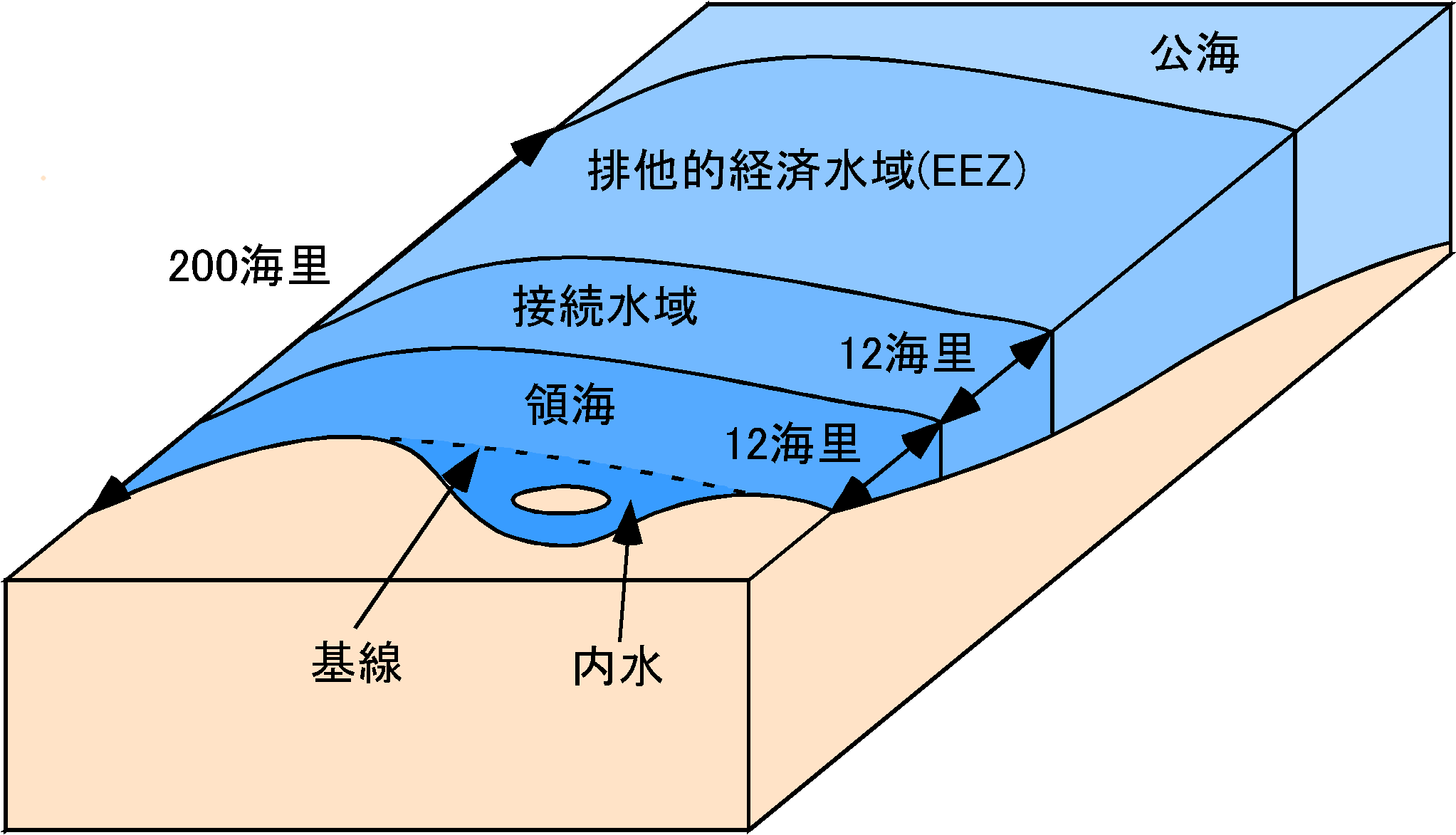
国連海洋法条約による基本的な海域の区分。かつては幅未確定の「狭い領海」とその外側にある「広い公海」だけの二元構造だった。

「狭い領海」と「広い公海」の境界線をどのようにして決めるのかという点は長い間統一されることはなかった。19世紀にはいっても3海里、4海里、6海里、12海里、あるいはキャノン砲の着弾距離など、領海の幅に関する各国の主張は食い違った。20世紀に入り国際連盟の主催によって開かれた国際法法典化会議でも領海の限界が議題として取り上げられたが、交渉は難航し条約採択には失敗した。第二次世界大戦の後、1945年にアメリカ合衆国がトルーマン宣言で、それまで公海と考えられていた同国周辺海域を「保存水域」と宣言し、ここで漁業資源の保存にアメリカがあたることを宣言すると、これに同調した各国は次々に自国周辺海域への権限を拡大する宣言をおこなった。こうした状況で国連は第1次国連海洋法会議（1958年2月-4月27日）を開催し、領海条約、大陸棚条約、公海条約、公海生物資源保存条約という4つの条約の採択に成功した。このときも領海と公海の境界線をどこに置くのかという点については合意に至ることはできなかったが、特に公海条約ではそれまで国際慣習法で規律されていた事項の条約化に成功した。1982年に第3次国連海洋法会議で採択された国連海洋法条約では、領海は領海基線から12海里までとすることで合意にいたることに成功した（第3条）ほか、領海に接続する海域として領海基線から200海里までの海域を沿岸国の排他的経済水域としうることとされ（第57条）、公海はいずれかの国の領海や内水、排他的経済水域に含まれない海域であることが定められた（第86条）。

### 生物多様性の保全
2023年3月、国連海洋法条約の政府間会合は、公海での生物多様性の保全と持続可能な利用に関する条約案に合意。公海での乱獲や環境汚染を防ぐため、2030 年までに海の 30% を保護地域に設定（現時点では1.3％のみが保護地域）し、海洋の自然を保護および回復することを目指すことなどが柱となっている。

## 現代の公海制度

### 公海自由の原則
公海はいずれの国による支配下にもなく、すべての国による使用のために開放されているとする国際法上の原則を、公海自由の原則という。この自由には、どの国も公海となる海域部分の領有を禁止されるとする「帰属からの自由」という側面と、国際法上の条件に従う限りどの国も自由に公海を使用することができるとする「使用の自由」という側面がある。こうした考え方は18世紀に海洋の二元構造の考え方が確立して以来現代まで引き継がれてきたものである。「使用の自由」として具体的には航行の自由、上空飛行の自由、漁獲の自由、海底電線・海底パイプライン敷設の自由、人工島など海洋構築物建設の自由、海洋科学調査の自由が国連海洋法条約第86条第1項には明文化されている。公海を使用するにあたっては、同じように公海使用の自由を有する他国の利益に「合理的な考慮」を払わなければならず（公海条約第2条、国連海洋法条約第87条第2項）、そうした考慮を欠いた形で公海を使用すれば国際法違反とみなされ国家責任を追及される。ただし公海使用計画ついての事前通報・協議、危険水域の事前通報、損失補填や損害賠償の事前保証など、「合理的な考慮」を払ってさえいればある程度他国の利益を害することになったとしても適法な公海使用とみなされる。国連海洋法条約第88条は公海は平和目的のために使用されるとしているが、この規定によって軍事的活動が全て禁止されているとはいえず、例えば公海上での核兵器使用も部分的核実験禁止条約や海底非核化条約などの関連条約に定められた条件に従った上で他国の利益に「合理的な考慮」を払いさえすれば適法な公海使用とされる。国連海洋法条約第301条においては「国連憲章に規定する国際法の諸原則」と両立しない武力の行使や武力による威嚇に限り禁止されることとされており、自衛権の行使やそのための準備としての兵器配備などは容認されている。

### 公海での犯罪取り締まり

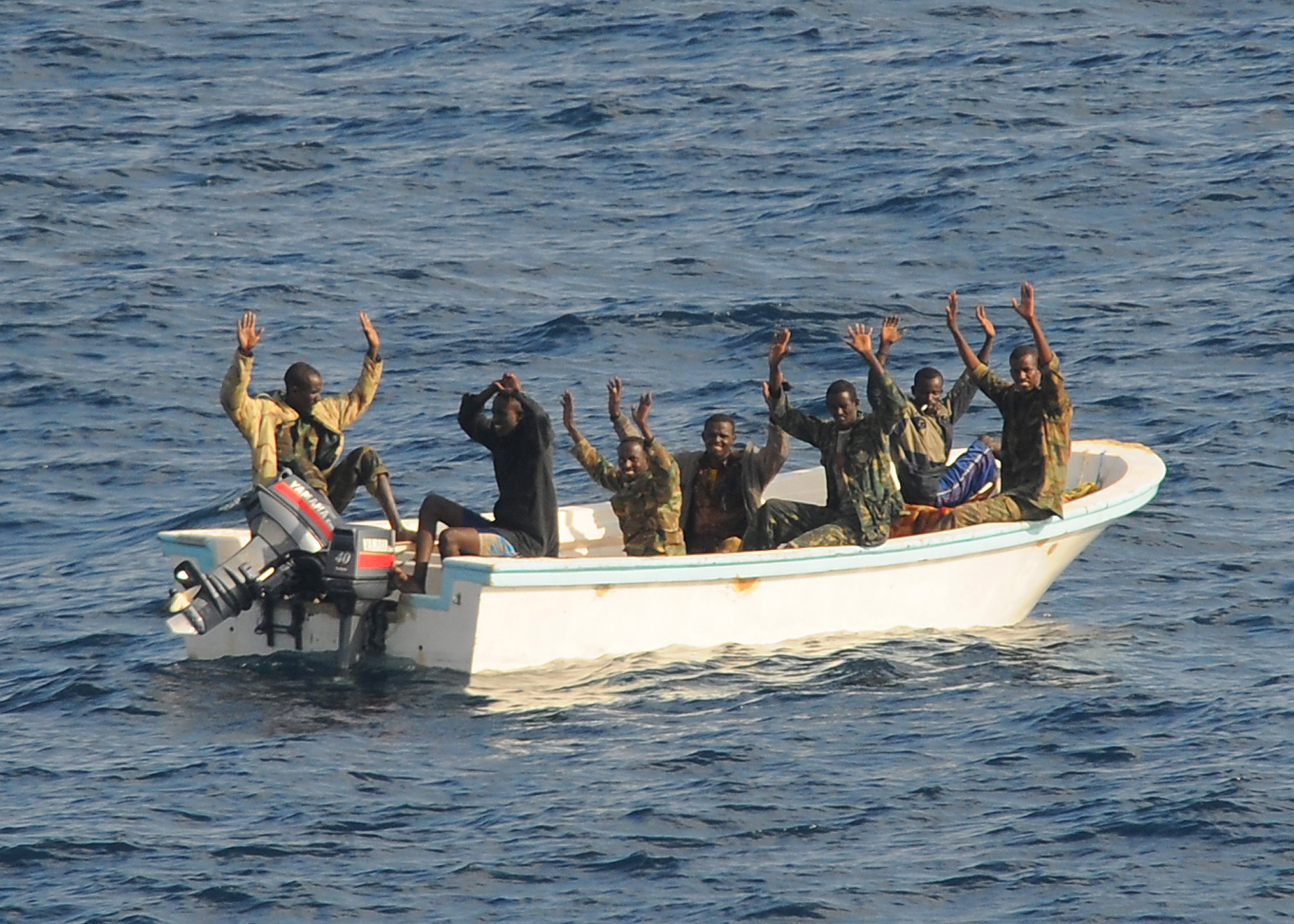
ソマリア沖の海賊。

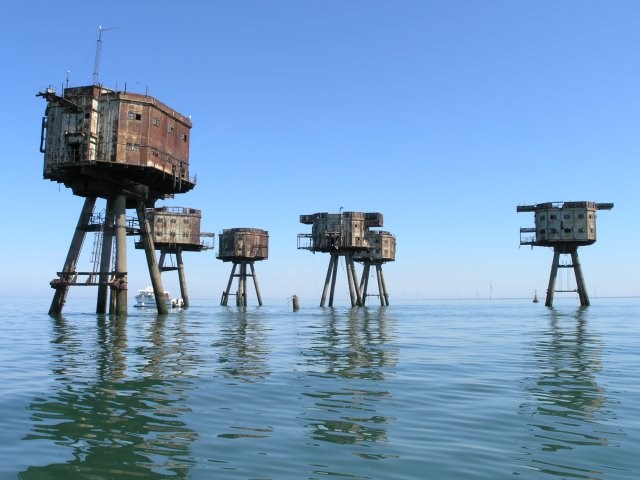
第二次世界大戦中にイギリス軍の海上要塞だった施設。1960年代に占拠され無許可放送を発信した。

国際慣習法上船舶内で実行された犯罪行為の取り締まりは基本的にその船舶の国籍国、つまり旗国があたることとされる。これを旗国主義という。その一方で、国連海洋法条約は旗国主義の例外として海賊行為、奴隷取引、公海上の無許可放送、無国籍船や船籍の乱用、に対しては外国軍艦（取り締まり対象船の船籍とは別の国の軍艦）による臨検を認めた（第110条）。以下公海上での主な犯罪行為を挙げる。

#### 海賊行為
海賊は古来より「人類一般の敵」とみなされ、旗国以外の国による取り締まりが広く認められてきた。現代において海賊行為とは、私有の船舶又は航空機の乗員・乗客が、私的目的のために公海上にある他の船舶又は航空機に対して行う、不法な暴力行為、略奪、抑留と定義される（公海条約第15条、国連海洋法条約第101条）。したがってハイジャックやシージャックのように、ひとつの船舶・航空機内のみで行われる行為はここでいう海賊行為には該当しない。また金品奪取などといった私的目的ではなく政治的目的でなされるテロ行為も国連海洋法条約などに定義される海賊行為に含まれるかは疑問視される。

#### 奴隷取引
国際法上奴隷とは、他者の所有権のもとにおかれた人のことを言う（国際奴隷条約第1条）。19世紀初頭以来関係国が条約を締結し取り締まりがなされてきたが、こうした特別の条約上の条件に違反しない限り奴隷取引は通常の商取引とみなされ、国際法に反する行為とはみなされなかった。こうした時代に特に奴隷取引取り締まりに積極的だったのがイギリスで、特定海域での奴隷取引に対する臨検を定めた条約締結を促進した。1958年の公海条約第22条は奴隷取引に対する臨検の権利を一般的に承認し、国連海洋法条約第110条では旗国以外の国の軍艦でも臨検することができるとされた。

#### 無許可放送
公海上の船舶や施設などから沿岸に向けて行われる無許可放送は、公海自由の原則が保障するところではない。これに対してはかつては旗国主義に基づき船舶の旗国、施設の登録国のみしか取り締まることができないとされたが、1982年の国連海洋法条約では関係各国が取り締りに当たることができるとされた。具体的には船舶の旗国、施設などの登録国、放送行為者の本国、放送の受信が可能な国、放送による被害をこうむった国が、無許可放送の取り締まりに当たることができる関係国にあたる（国連海洋法条約第109条）。

#### 薬物取引
公海上での麻薬・向精神薬の不正取引に関して、一般的には旗国以外の国による取り締まりは認められていない。国連海洋法条約も協力義務を定めるにとどまっている（第108条）。麻薬及び向精神薬の不正取引の防止に関する国際連合条約第17条は許可方式の臨検方式を採用した。つまり、他国の船舶が薬物不正取引に従事しているとの「合理的根拠」を持つ国は、旗国に対して臨検、拿捕の許可を要請することができると定める。ただしそれに対して許可を与えるかどうかは旗国の判断による。

### 公海漁業
公海における漁業は公海自由の原則として伝統的に認められてきたものであるが、漁業技術が進歩するにつれて乱獲による漁業資源枯渇が危惧されるようになったことから、特に第2次世界大戦後から漁業資源の保存や生産性確保などを目指した漁業関連条約が締結されてきた。国際捕鯨取締条約（1946年）、北太平洋公海漁業条約（1952年）、公海生物資源保存条約（1958年）、北東大西洋漁業条約（1959年）などが挙げられる。1982年の国連海洋法条約第7部第2節にも公海における生物資源の保存・管理に関する規定がおかれ、漁獲可能量の決定にあたっては最大持続生産量を維持することができる水準に漁獲する種の資源量を維持することが定められた。国連公海漁業実施協定（1995年）では、国連海洋法条約で規定されていたストラドリング魚種や高度回遊性魚種の保存に関する一般的義務（第63条、第64条）を推し進め、具体的に取るべき措置を特定した。200海里の排他的経済水域制度に対応するべく、公海と排他的経済水域にまたがる漁業に関する条約が多数締結されている。こうした条約では漁期や漁獲方法に加えて漁獲禁止の方法や、漁獲可能量を決定とそれにもとづく関係国ごとの漁獲量の割り当て方法まで規定される。現代における公海の漁業は、自由から管理の方向へ進んでいるともいえる。

### 北極海

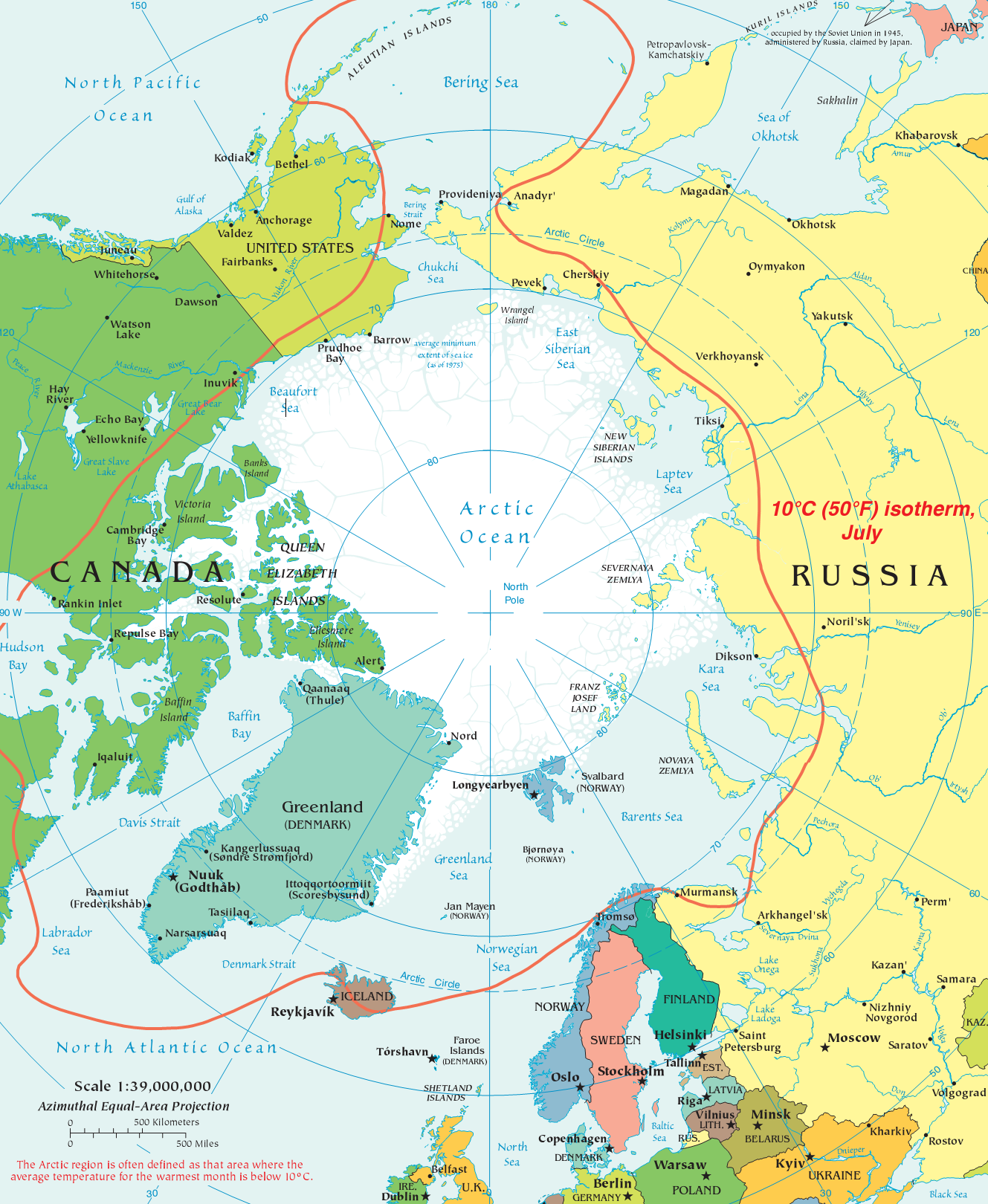
北極圏の地図。

北極地域はその大半が海で構成され、その海域の性格は基本的に他地域の海域と同じように区分される。地理学上や地球科学上の北極海、あるいは北極圏に区分されるか否かに関わらず、その水域の法的区分は通常の水域と同様に内水、領海、接続水域、排他的経済水域、公海といった区分がなされ、それぞれに応じた制度が適用される。従って例えば仮に北極点に到達し氷の上にいずれかの国の国旗を掲揚したとしても、北極点が公海上に位置する以上公海自由の原則が適用され、北極点氷上がその国の領土となるわけではない。また公海自由の原則に基づき北極海の公海に区分される氷の下をいずれかの国の潜水艦が潜航したり、あるいは氷上、氷下の水域に対して科学調査を行ったり、または氷上上空を航空機が飛行したとしても、こうした行為は公海制度に反しない限り認められる。しかし、北極海沿岸国の中には独自の理論で一部の海域や北極海に点在する島の領有を主張する国もある。そうした国々の主張は「セクター理論」または「セクター主義」と呼ばれ、北極海に隣接する自国領土の海岸北部両端と北極点を結んだふたつの経線と、沿岸の緯度線で囲まれる扇状の海域、さらにそこに含まれる島などの陸地部分に対し領域主権を主張するというものである。例えばカナダは、1903年に自国領域であると主張する地域を明記した地図を公表し、地域の科学調査や探検を自国の許可制としてカナダ発給の許可証を交付している。またソ連は、1926年にセクター理論に基づく扇状の地域が同国の主権下にあるとの宣言を行い、後の2001年にロシアは北極海において自国沿岸から最も遠いところで500海里を超える大陸棚を大陸棚限界委員会に申請した。しかし両国と同様に北極海に隣接するデンマーク、フィンランド、アメリカ合衆国、ノルウェーがこの「セクター理論」に反対の立場を表明するなど、地域的特例としてすら認められたものとは言えず、これらの主張は国際法上他国に対して有効なものとは言い難い。